# Song Da-Bin
Song Da-Bin es una deportista surcoreana que compite en taekwondo. Ganó una medalla de plata en el Campeonato Asiático de Taekwondo de 2024, en la categoría de +73 kg.

## Palmarés internacional
| Campeonato Asiático | Campeonato Asiático | Campeonato Asiático | Campeonato Asiático |
| Año                 | Lugar               | Medalla             | Categoría           |
| ------------------- | ------------------- | ------------------- | ------------------- |
| 2024                | Đà Nẵng (Vietnam)   | Medalla de plata    | +73 kg              |